# Opting-out (Schweizer Buchprüfung)
Opting-out beschreibt im Schweizer Recht den Verzicht auf eine Buchprüfung bezüglich der normalerweise bestehenden Revisionspflicht (Art. 727a Abs. 2 OR).
Besteht für eine Schweizer Gesellschaft (u. a. Schweizer Aktiengesellschaft oder Gesellschaft mit beschränkter Haftung (GmbH)) aufgrund ihrer wirtschaftlichen Bedeutung nur eine eingeschränkte Revisionspflicht, so kann unter den nachfolgenden Bedingungen auf eine formale Revision (Buchprüfung) gänzlich verzichtet werden:
- Zustimmung aller Gesellschafter
- maximal 10 Vollzeitstellen im Jahresdurchschnitt.

Dieses Opting-out ist ein Verzicht auf eine Revision im Gegensatz zur ordentlichen Revision (Art 727 OR) und zur eingeschränkten Revision (Art 727a OR). Stimmen kritisieren, dass ein Opting-out Tür und Tor für Willkür der Unternehmungsleitung bezüglich der Kapitalschutzvorschriften öffne. Ferner darf es nicht mit Opting-Out des Finanzmarktinfrastrukturgesetz (FinfraG) verwechselt werden.

## Gegenteil
Das Opting-Up stellt die Gegenbewegung nach Art. 727 Abs. 2/3 OR dar. Hierzu ist ein GV-Beschluss oder Wunsch eines Minderheitsaktionär für eine einmalige Revision notwendig. Bei Statutenänderung kann eingeschränkte oder ordentliche Revision (langfristig) eingeführt werden. Art 727 Abs. 2 OR regelt das Opting-Up durch Aktionäre ohne den VR einzubeziehen. Der Nationalrat hat dies bewusst belassen, da ein VR durch seine Einsicht in die Firma mit einem Opting-Up falsche Signale aussenden könnte. Der VR kann demissionieren oder via GV-Antrag (Art. 727 Abs. 3 OR) eine Revision beantragen (BSK Art. 727 N 55ff).